# Xiphosomella lacuna
Xiphosomella lacuna är en stekelart som beskrevs av Ian D. Gauld 2000. Xiphosomella lacuna ingår i släktet Xiphosomella och familjen brokparasitsteklar. Inga underarter finns listade i Catalogue of Life.